# This England
Ne doit pas être confondu avec This Is England.
Production
Diffusion
This England : Les années Boris Johnson est une mini-série télévisée britannique écrite par Michael Winterbottom et Kieron Quirke. Elle est diffusée au Royaume-Uni sur la chaine de télévision payante Sky Atlantic et sur le service de streaming Now du groupe Sky. La série revient sur la pandémie de Covid-19 au Royaume-Uni et sa gestion par Boris Johnson et son gouvernement.

## Synopsis
Lorsque Boris Johnson remporte une victoire écrasante aux élections générales de décembre 2019 avec le slogan Get Brexit Done, il est très vite confronté à la pandémie de COVID-19 qui frappe le Royaume-Uni. 

## Distribution
- Kenneth Branagh : Boris Johnson[1]
- Ophelia Lovibond (VF : Edwige Lemoine) : Carrie Symonds
- Andrew Buchan (VF : Olivier Chauvel) : Matt Hancock
- Tim Goodman : Stanley Johnson
- Alec Nicholls (VF : Éric Marchal) : Sir Patrick Vallance
- James Corrigan (VF : Stéphane Miquel) : Isaac Levido
- Derek Barr : Lee Cain
- Rachel Sophia-Anthony : Lola Aldenjana
- Simon Kunz : Andrew Mills
- Greta Bellamacina : Cleo Watson
- Simon Paisley Day (VF : Arnaud Arbessier) : Dominic Cummings
- Heather Peace : Mary Wakefield
- Jimmy Livingstone : Pr Chris Whitty
- Shri Patel (VF : Juan Llorca) : Rishi Sunak
- Bitu Thomas : Priti Patel
- Charles Dance : Sir Max Hastings

 Source et légende : version française (VF) sur RS Doublage

## Production
La mini-série est annoncé en juin 2020, sous le titre de This Sceptred Isle. Elle est écrite par Michael Winterbottom et Kieron Quirke (en). En janvier 2021, Kenneth Branagh est annoncé dans le rôle de Boris Johnson. La série est produite par Fremantle, Passenger et Revolution Films,.
Michael Winterbottom devait initialement réaliser tous les épisodes. Cependant, en février 2021, peu après le début du tournage, Michael Winterbottom abandonne la réalisation en mars, apparemment à cause de problèmes de santé. Il est remplacé par Julian Jarrold.
En mars 2021, Ophelia Lovibond et Simon Paisley Day rejoignent la série dans les rôles respectifs de Carrie Symonds et Dominic Cummings.
En 2022, le titre This Sceptred Isle (litt. Cette île porte-sceptre) change en This England (litt. Cette Angleterre), deux phrases tirées de Richard II de William Shakespeare (acte I, sc. 3).

## Diffusion et accueil
La mini-série devait être diffusée au Royaume-Uni le 21 septembre 2022. Cependant, le 9 septembre, la diffusion est repoussée au 28 septembre en raison de la mort d'Élisabeth II.
This England reçoit des critiques mitigées. Certains journalistes britanniques pensent qu'il était trop tôt pour un drama sur ce sujet,,. Dans The Independent, on peut notamment lire « voici le spectacle que précisément personne ne demandait. » Dans la critique parue dans The New York Times, on peut notamment lire « Cela s'ajoute à une description déchirante de la pression sur les agents de santé, et de la peur, de la douleur et des décès souvent solitaires de ceux qui sont branchés à des ventilateurs. »
The Times écrit une critique plutôt positive : « Une entreprise impressionnante mais pas facile à voir. » Dans The Irish Times, on peut notamment lire « Si vous pouvez supporter le contenu, ce spectacle est extrêmement regardable. »
La performance de Kenneth Branagh est globalement saluée par la presse notamment décrite dans The Times comme « fascinante ». The Guardian et New Statesman estiment que la série est trop sympathique envers Boris Johnson,.
NME publie une critique positive mais regrette le format qui demande « un certain temps pour s'y habituer » car il oscille entre des scènes déchirantes dans les hôpitaux et des événements ressemblant à la satire politique The Thick of It.
Elle est diffusée en France à partir du 28 novembre 2022 sur Canal+.